# 極速天龍
《極速天龍》是美國遊戲商LucasArts於1995年推出、由提姆·謝弗所監製設計以重型機車車隊幫派為主題的電子冒險遊戲。該作品的高畫質重製版本則由Double Fine Productions開發；計畫在2017年期間發行。

## 劇情
在未來世界中，車輛工具都改以懸浮在半空中的技術方式移動，使得傳統輪胎車具成為逐漸被淘汰的產物。而麥爾坎·科雷（Malcolm Corley）先生是少有的仍持續製造販售重型機車之企業家。某日科雷在路上碰到率領著一群重型機車車隊、名為班（Ben）的男子後對他產生了興趣，便前往班所待的酒吧想與他碰面。
於酒吧和班交談甚歡的科雷立即成為朋友，而科雷向班表示自己因受病情折磨、自覺不久即將離世，而希望死前能讓班的車隊陪同他前往一場股東會議。就在班謝絕科雷的提議後，一直待在一旁、內心暗藏著想謀害科雷先生盤算、以掌控企業大權的科雷合夥人亞德里恩·里普伯格（Adrian Ripburger）表示著想找班到外頭聊上幾句。
當里普伯格把班帶到酒吧外頭後，偷叫了埋伏在一旁的手下將班給擊昏丟到垃圾箱裡。之後里普伯格叫手下假冒成班；將班的車隊給引開，並流放出班有意與科雷先生合作的假消息。
就在班從垃圾箱裡醒來後，不久得知自己的車隊遭里普伯格給騙走。而憤怒前去追擊里普伯格的班，即將面臨一場他被陷害為暗殺科雷先生的兇手、得洗刷自己遭到冤屈的危機。

## 玩法
《極速天龍》採用著LucasArts之遊戲引擎SCUMM所改良簡化的操作界面，當玩家用滑鼠移至想進行確認的物品或人物時；以左鍵點選不放後會呼叫出有著重金屬風格圖示的功能選單。選單當中骷髏頭圖像有著「檢視」與「對話」的功能，手與靴子的圖像則分別有「拾起物品」和「踹開物品」的動作。
作品內容雖為冒險遊戲，但在部份橋段中會成以動作遊戲形式來闖關，像是玩家會操控遊戲主角班在公路上騎著機車、邊毆打其他遇到的重型機車騎士以獲取對手身上重要道具。

## 開發

### 經緯
此為提姆·謝弗首次獨力擔任遊戲監製的作品，遊戲靈感來自於謝弗從一位旅行者講述他前往位在阿拉斯加裡幾間讓機車騎士聚集的酒吧中；所經歷碰到的事情。在聽完對方的故事後讓謝弗產生「從某方面來看，機車騎士車隊給人的感覺也像是一種海盜，有著自成一格的行事方式與規範。」想法，而覺得可作為遊戲設定的來源。
之後謝弗開始找尋有關與此方面相關的資料，包括閱讀由亨特·斯托克頓·湯普森撰寫以重型機車騎士為題材的1966年小說《Hell's Angels: The Strange and Terrible Saga of the Outlaw Motorcycle Gangs》。另當時《極速天龍》的開發預算為150萬美元。
起初謝弗曾打算設計一個讓遊戲主角班食用有迷幻效果的烏羽玉後；經歷了一場幻覺歷險的橋段，該點子之後雖未採用在遊戲裡，但謝弗將此靈感改編用在後續的2005年遊戲《瘋狂世界》中。

### 配音

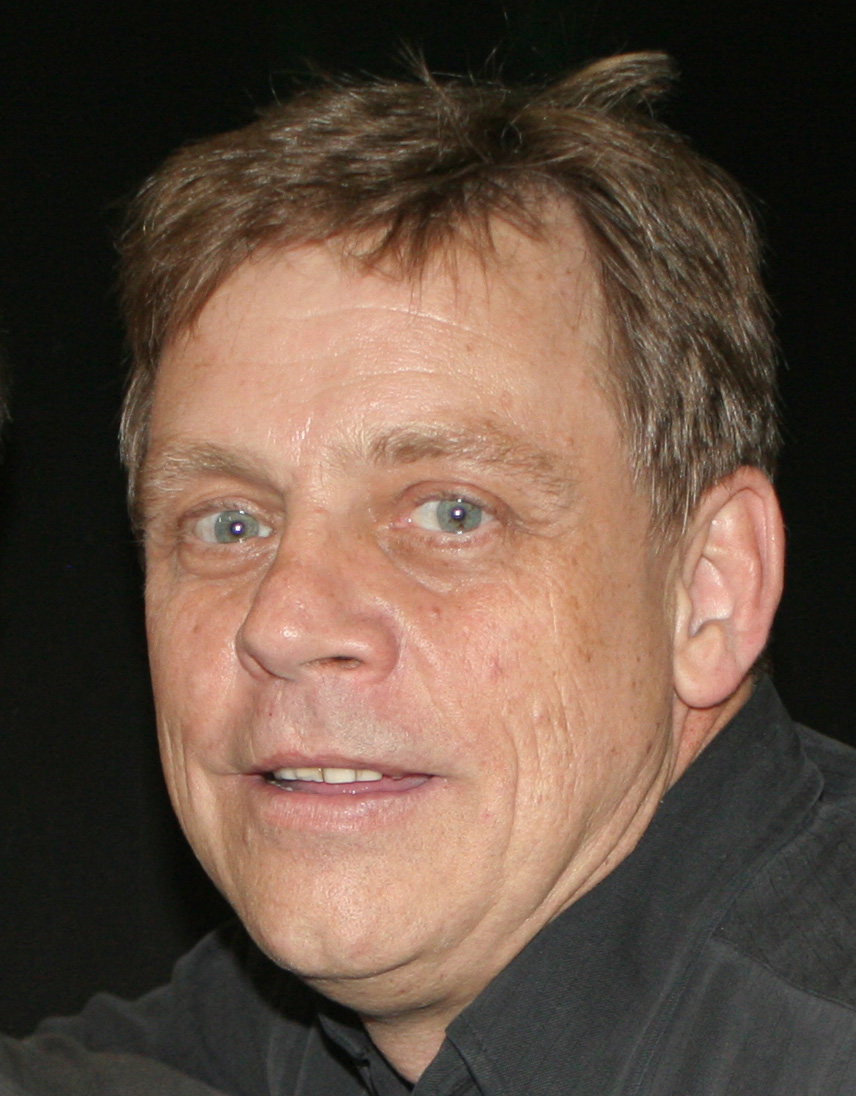
替遊戲反派角色配音的馬克·漢米爾

《極速天龍》邀請多名影星為遊戲中人物配音，其中主角班的配音員為曾在電視劇《荒野女醫情》、電影《準午前十時》演出的羅伊·康拉德（Roy Conrad）擔任，另外在LucasArts母公司盧卡斯影業的科幻電影系列《星際大戰》中飾演要角路克·天行者的馬克·漢米爾；則替遊戲頭號反派亞德里恩·里普伯格配音。

### 音樂
遊戲中的配樂除由彼得·麥康奈爾擔任外，另找來加州地方搖滾樂團The Gone Jackals合作，The Gone Jackals除提供《Legacy》、《Born Bad》、《Drop the Hammer》等曲目用於遊戲片頭及結尾外，還與彼得·麥康奈爾合作；以「粉腸威士忌襯衣」（Chitlins, Whiskey and Skirt）的虛構樂團組合名義，弄了一首鄉村風格樂曲《Increased Chances》於遊戲裡。
而當時用在遊戲中的歌曲，另外彙整收錄在The Gone Jackals的1995年夏季專輯《Bone to Pick》中；並作為該遊戲的原聲帶發行。

## 評價
遊戲資訊網站GameSpot認為縱使《極速天龍》有著一些過關物品摻雜在畫面中、讓人難以辨識出的缺陷，但整體上豐富的故事性及角色塑造可讓人忽視這些小問題。冒險遊戲評論網站AdventureClassicGaming則認為劇情中間改成要在路上飆著機車；與遇到的機車騎士對打來搶奪對方身上道具之內容是一段最令人煩躁的部份，因為若對打結果輸掉；玩家有可能失去原本搶來的道具，變成又要再重頭來過一次。
雜誌部份《軟體世界》表示《極速天龍》雖然角色造型及配音都相當出色，但角色在性格上的表現深度較淺；讓玩家較難融入遊戲裡的故事、或對劇情轉折產生共鳴。《新遊戲時代》則大力稱讚《極速天龍》中逼近電影效果的互動式手法表現，認為超出該期間另一款同樣主打互動風格的遊戲《銀河飛將III》水準。《電腦玩家》給予《極速天龍》5顆星中4.5顆星的高得分外，並反應在玩完遊戲有著令人悵然若失的感觸。
而列舉必玩經典電子遊戲作品的書籍《1001 Video Games You Must Play Before You Die》，有將《極速天龍》列為清單作品之一。

## 中止續作
於2000年春季LucasArts曾計畫推出名為《極速天龍：復仇》（Full Throttle：Payback）的續作，當時因提姆·謝弗已離開LucasArts，便改讓曾在《極速天龍》裡處理過場遊戲動畫的賴利·艾亨以及美術協助的比爾·提勒；分別負責續作的開發計畫以及美術指導。該續作內容描述著原先的遊戲主角班得知地方政府和其它心懷不軌的企業；計畫將要把使用輪胎運行的車具所利用之道路給廢除，而班與其他使用輪胎車具的一行人，將為了他們行駛的權利而戰。於2000年11月時《極速天龍：復仇》雖已完成約40%的美術製作以及25%的遊戲關卡，但在2001年期間賴瑞·艾亨和比爾·提勒隨後提出離職請求後，《極速天龍：復仇》的開發便無疾而終。
而在2002年中LucasArts再次推出用於PlayStation 2、Xbox等遊戲機平台；名為《極速天龍：地獄之輪》（Full Throttle：Hell on Wheels）的新續作開發企劃，且該新作品內容為動作冒險的類型遊戲。《極速天龍：地獄之輪》的故事情節則是班發現他過去所待的地盤遭不明機車車隊幫派所摧毀，而班將與他的友人一同合作打擊對方所計畫更邪惡的陰謀。當時LucasArts指派了西恩·克拉克擔任此遊戲主要開發者，並有在2003年E3會場上釋出《極速天龍：地獄之輪》Demo畫面。但就在E3展出後沒多久LucasArts宣布了取消開發此遊戲的消息，當時LucasArts的總裁西蒙·傑佛利（Simon Jeffery）對此表示「雖然不想辜負《極速天龍》的遊戲迷，但請大家理解這是因為LucasArts只願意呈現最好的遊戲作品給各位。」，而《極速天龍：地獄之輪》被點出的問題包括遊戲裡的3D立體圖形畫面比不上該時期其它遊戲公司作品水準、以及提姆·謝弗未有回歸LucasArts參與續作開發的可能，而另一突發的情況為最初替遊戲主角班配音的羅伊·康拉德在2002年因癌症去世。
後續以評論冒險遊戲為主的網站AdventureClassicGaming認為在曾擔任過《極速天龍》開發的人員逐一離開LucasArts、以及LucasArts逐漸放棄投入冒險遊戲市場的情況下，《極速天龍》難有出現第三次進行續作開發的機會。

## 重製版本
提姆·謝弗所成立的遊戲公司Double Fine Productions；在重製發行了如《神通鬼大》之類過去謝弗於LucasArts期間所開發的冒險遊戲後，也在2015年12月5日發布將進行把《極速天龍》給重製的消息。
新的重製版本將適用於PC、PlayStation 4等平台，並宣佈將在2017年期間推出。